# Huedepohlia pisciformis
Huedepohlia pisciformis är en skalbaggsart som beskrevs av Martins och Maria Helena M. Galileo 1989. Huedepohlia pisciformis ingår i släktet Huedepohlia och familjen långhorningar. Inga underarter finns listade i Catalogue of Life.